# Monte Branco de Courmayeur
O Monte Branco de Courmayeur (em italiano:  Monte Bianco di Courmayeur) é, com 4748 m de altitude, a segunda montanha mais alta dos Alpes e o segundo ponto mais alto da Itália caso se considere que o cume do Monte Branco fica na fronteira ítalo-francesa. Segundo os mapas italianos, fica no maciço do Monte Branco, no Valle d'Aosta, perto da fronteira com França e muito perto do Monte Branco. Segundo os mapas franceses do Institut Géographique National (IGN) o cume fica na fronteira entre França e Itália. O acordo de demarcação de março de 1861 define o local da fronteira entre os dois países, e presentemente este documento e os mapas anexos são legalmente válidos para ambos os países.
Apesar dos escassos 18 m de proeminência topográfica (o cume-pai é o vizinho Monte Branco a curta distância), surge como o segundo ponto mais alto dos Alpes na lista oficial de cumes dos Alpes com mais de 4000 m da União Internacional das Associações de Alpinismo (UIAA) pela sua aparência impressionante e pela importância que tem para a história do montanhismo.
O pico pode ser acedido passando pelo tergo denominado Bosses. As subidas pela rota de sudeste / Peuterey e sul / Brouillard são muito exigentes.

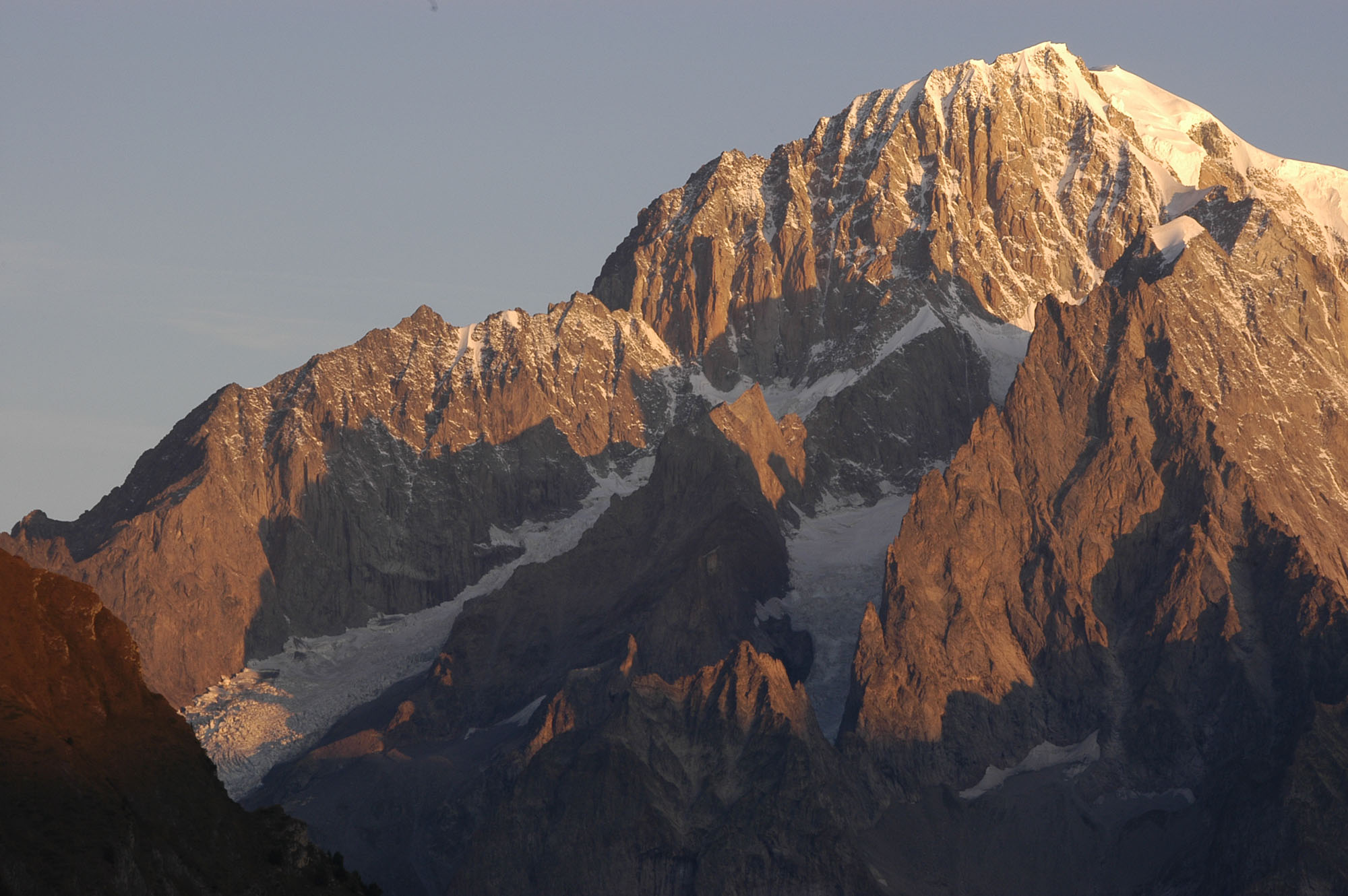
Da esquerda para a direita, os sucessivos picos da linha de horizonte do fundo são: a ponta Baretti (4013 m), o monte Brouillard (4069 m), o Pico Luigi Amedeo (4460 m), o monte Branco de Courmayeur (4680 m) e o Monte Branco (4810 m), do qual só se vê o topo.